# Новозеландська область

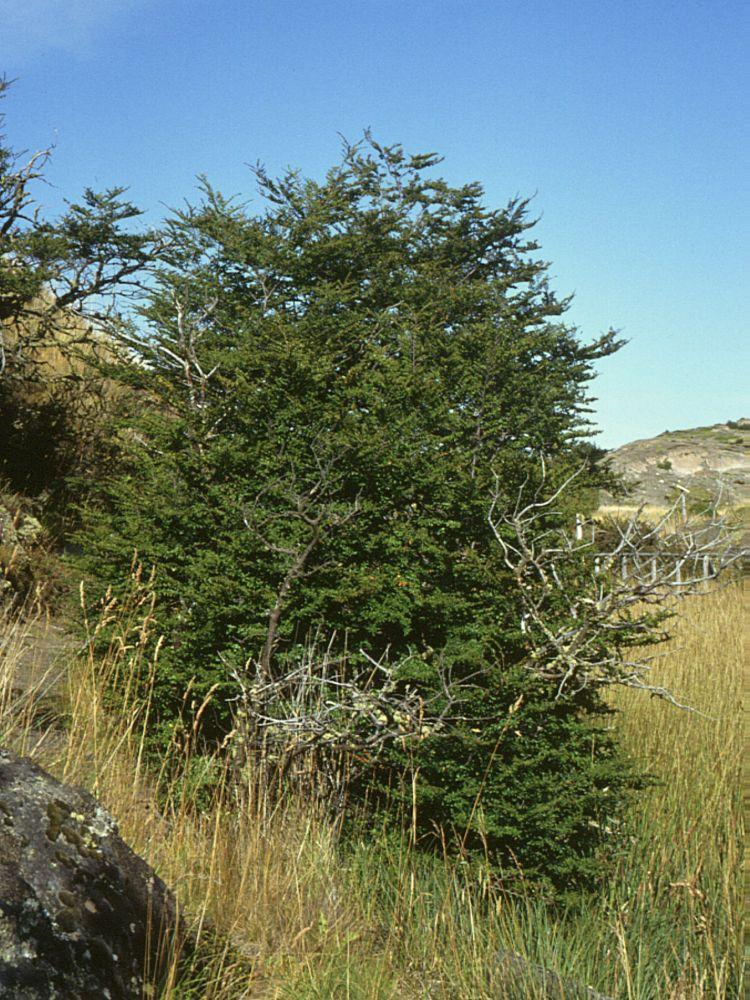
Nothofagus antarctica

Новозеландська область розташована у Голантарктичному флористичному царстві. До області входять острови Нова Зеландія, Стьюарт, Те-Снерс, Трі-Кінгс, Лорд-Хау і Болс-пірамід, Норфолк, Кермадек, Чатем, Антиподи, Кемпбелл, Окленд і Маккуорі.

## Флора
Ендемічні родини відсутні, але є 50 ендемічних родів. Серед переважаючих родин варто відзначити складноцвіті (14% видів), норичникові, злаки, осокові, орхидні, маренові та інші.
Видовий ендемізм флори Новозеландської області дуже високий. У папоротей ендемізм становить близько 40%, у родів Dicksonia і Gyathea він становить близько 75%. Цікаво відзначити, що папоротева флора Нової Зеландії виявляє багато спільного з помірною Австралією і Тасманією (близько 45%), в той же час має напрочуд мало спільного з флорою антарктичної Південної Америки. З небагатьох спільних елементів вкажемо Sphaerocionium (Hymenophyllum) ferrugineum (найбільш темні частини дощових лісів Нової Зеландії, Чилі і Хуан-Фернандес), Grammitis billardieri (Нова Зеландія, особливе о. Південний, і Східна Австралія, Південне Чилі, Фолклендські острови і Кергелен), Blechnum penna-marina (Нова Зеландія, особливо Південні Альпи, Східна Австралія, Південне Чилі, Тристан-да-Кунья, Кергелен, Крозе і Маріон, а також Сен-Поль і Амстердам на північ від Кергелена) і Polystichum mohrioides (Окленд і Кэмпбелл, Фолклендські, Південна Георгия, Маріон, Амстердам і Південне Чилі).
Виключно високий видовий ендемізм у флорі хвойних, досягаючий 100%. З видових ендеміків відзначимо Araucaria heterophylla (Норфолк і Філіп), Agathis australis (низинні ліси о. Північного, майже від мису Північного до широти 38°), 7 видів Podocarpus, 6 видів Dacrydium, 3 види Phyllocladus і 2 види Libocedrus. Велика частина цих видів приурочена до Нової Зеландії, але деякі (велика частина видів Podocarpus і Dacrydium) ростуть також на о. Стьюарт. Деякі з новозеландських видів Podocaprus і Dacrydium мають вікарні види в Чилі.
Флора квіткових рослин Новозеландської області відрізняється також високим видовим ендемізмом (очевидно, не менше 80%).
За географічними зв'язками види новозеландської флори дуже різнорідні. Основними елементами є голантарктичний (у широкому сенсі), палеоновозеландський, палеотропічний (індо-малезийський, полінезійський і новокаледонський), австралійський, голарктичний і космополітний.
Як показують дані палеоботаніки, голантарктичний елемент особливо процвітав в пізній крейді і палеогені, коли Нова Зеландія була зв'язана із Західною Антарктикою (Земля Мері Берд). В цей час були, зокрема, добре представлені Araucaria (один вид якого зберігся тільки на о. Норфолк), Athrotaxis (нині тільки в Австралії і Тасманії), Casuarina (зовсім відсутня в Новозеландській області), а також різноманітніше представлені Nothofugus і Proteaceae. Але вже в пізній крейді (близько 80 млн років тому) Нова Зеландія почала відходити від Антарктики, і до міоцену її північна частина увійшла до зони субтропічного клімату. Палеотропічний елемент поступово став заселяти Нову Зеландію з півночі через вулканічні архіпелаги, а в міоцені і пізніше — уподовж нині майже повністю занурених хребтів Лорд-Хау і Норфолк. В результаті до Нової Зеландії проникли такі тропічні роди, як Macropiper, Metrosideros, Elaeocarpus, Homalanthus, Dysoxylum, Alectryon, Parsonsia, Avicennia, Elytranthe, пальми, панданове Freycinetia, багато орхідних. Ареал голантарктического елементу став знову розширюватися в пліоцені і особливо в плейстоцені. У плейстоцені ж проникли багато голарктичних елементів.
Відділення Нової Зеландії від Антарктики і пов'язаної з нею до середнього еоцену Австралії сталося ще до формування характерної австралійської флори, тому у флорі Нової Зеландії немає таких родів, як Acacia і Eucalyptus, а багато представлена в Австралії родина Proteaceae має в Новій Зеландії тільки по одному виду родів Knightia (2 інших види в Новій Каледонії) і Persoonia (близько 60 інших видів в Австралії). Тому між Австралією і Тасманією і Новою Зеландією значно більше спільних голантарктичних елементів, ніж власне австралійських. З іншого боку, у флорі папоротей, які древніші за флору квіткових рослин, спільний елемент між Новою Зеландією і Австралією і Тасманією досягає 40%.